# Bitva u Werbenu
Bitva u Werbenu byla bitvou třicetileté války, která byla svedena 22. července (juliánský kalendář) respektive 1. srpna 1631 mezi Švédským impériem a Svatou říší římskou. Švédové disponovali asi 16 000 muži pod vedením Gustava II. Adolfa, zatímco císařští měli asi 23 000 mužů pod vedením polního maršála, hraběte Tillyho. Tillyho vojáci zaútočili na Gustavova opevnění před městem Werben (v těsné blízkosti Labe), ale švédské dělostřelectvo a jízda pod velením Wolfa Heinricha von Baudissin je přinutila k ústupu. Útok byl o několik dní později zopakován, ale s obdobným výsledkem. Tilly poté, co utrpěl ztráty asi 6 000 mužů své síly stáhl.